# Suchitra Sen
Suchitra Sen , née Roma Dasgupta  le 6 avril 1931 à Pabna (présidence du Bengale, Raj britannique) et morte le 17 janvier 2014 à Calcutta (Bengale-Occidental, Inde), est une actrice indienne.

## Biographie

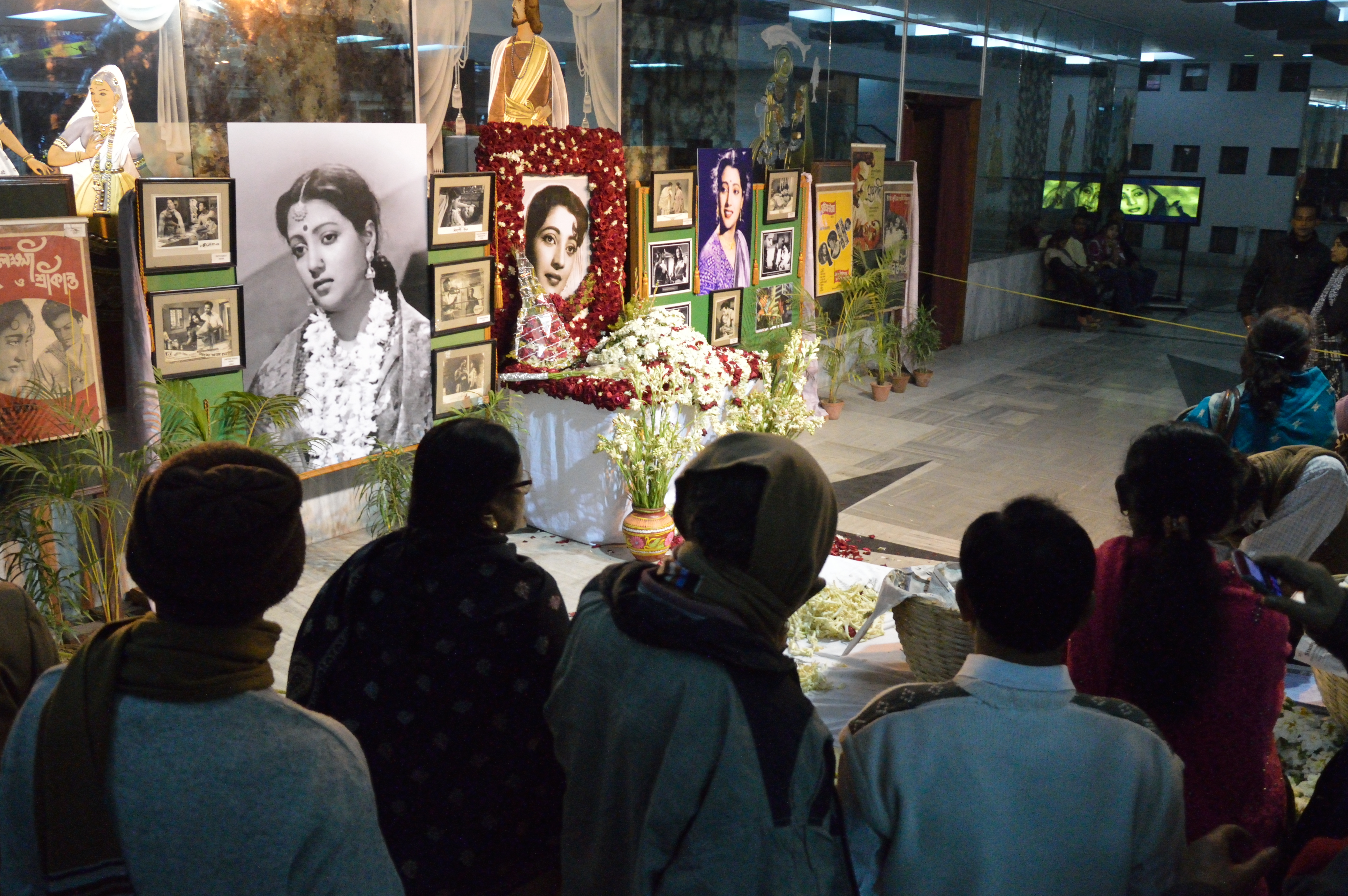
Hommage à Suchitra Sen à Rabindra Sadan (Calcutta), le 19 janvier 2014.

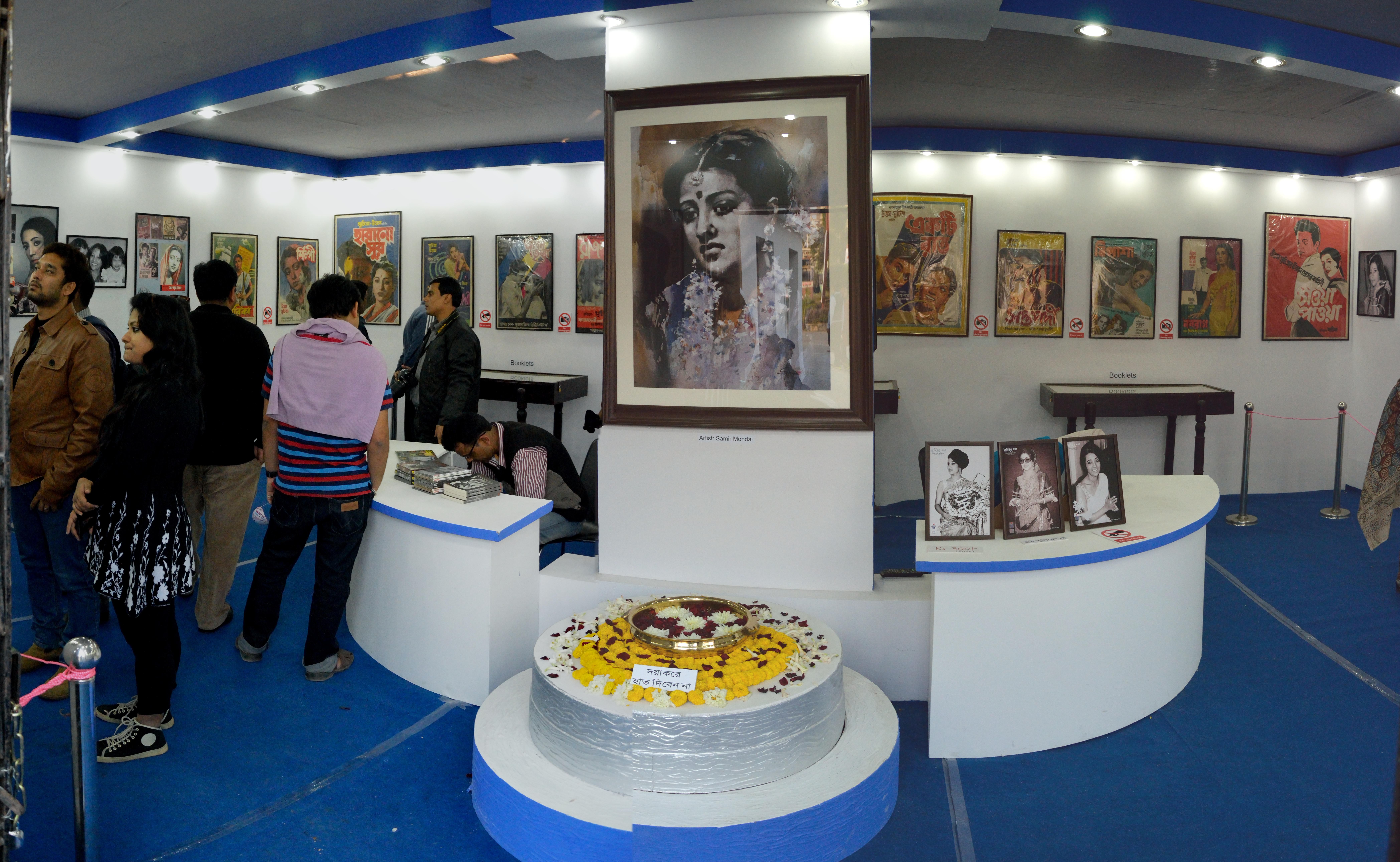
Hommage à Suchitra Sen à la Foire du livre de Calcutta, le 29 janvier 2014.

## Filmographie
| Année | Titre                         | Rôle                           |
| ----- | ----------------------------- | ------------------------------ |
| 1952  | Shesh Kothay                  |                                |
| 1953  | Saat Number Kayedi            |                                |
| 1953  | Bhagaban Srikrishna Chaitanya | Bishnupriya                    |
| 1953  | Sharey Chuattor               | Romola                         |
| 1953  | Kajori                        |                                |
| 1954  | adanander Mela                | Sheela                         |
| 1954  | Ora Thaake Odhare             |                                |
| 1954  | Grihaprabesh                  |                                |
| 1954  | Atom Bomb                     |                                |
| 1954  | Dhuli                         | Minati                         |
| 1954  | Maraner Parey                 | Tanima                         |
| 1954  | Balaygras                     | Manimala                       |
| 1954  | Annapurnar Mandir             |                                |
| 1954  | Agnipariksha                  |                                |
| 1954  | Sanjher Pradip                |                                |
| 1955  | Devdas                        | Parvati (Paro)                 |
| 1955  | Shapmochan                    | Madhuri                        |
| 1955  | Sabar Uparey                  | Rita                           |
| 1955  | Snaajhghar                    |                                |
| 1955  | Snaajher Pradeep              |                                |
| 1955  | Mejo Bou                      |                                |
| 1955  | Bhalabaasa                    |                                |
| 1956  | Sagarika                      | Sagarika                       |
| 1956  | Trijama                       | Swarupa                        |
| 1956  | Amar Bou                      |                                |
| 1956  | Shilpi                        | Anjana                         |
| 1956  | Ekti Raat                     | Swantana                       |
| 1956  | Subharaatri                   |                                |
| 1957  | Harano Sur                    | Dr Roma Banerjee               |
| 1957  | Pathe Holo Deri               | Mallika                        |
| 1957  | Jeeban Trishna                |                                |
| 1957  | Chandranath                   | Saraju                         |
| 1957  | Musafir                       | Shakuntala Verma               |
| 1957  | Champakali                    |                                |
| 1958  | Rajlakshmi O Srikanta         | Rajlakshmi                     |
| 1958  | Surya Toran                   | Anita Chatterjee               |
| 1958  | Indrani                       | Indrani                        |
| 1959  | Deep Jwele Jaai               | Radha                          |
| 1959  | Chaaowa Pawoa                 | Manju                          |
| 1960  | Hospital                      | Sarbari                        |
| 1960  | Smriti Tuku Thaak             | Shobha et Utpala — double rôle |
| 1960  | Bombai Ka Baboo               | Maya                           |
| 1960  | Sarhad                        |                                |
| 1961  | Saptapadi                     | Rina Brown                     |
| 1961  | Saathihara                    |                                |
| 1962  | Bipasha                       | Bipasha                        |
| 1963  | Saat Paake Badha              | Archana                        |
| 1963  | Uttar Fhalguni                | Debjani / Pannabai / Suparna   |
| 1964  | Sandhya Deeper Sikha          | Jayanti Bannerjee              |
| 1966  | Mamta                         | Devyani / Pannabai / Suparna   |
| 1967  | Grihadaha                     | Achala                         |
| 1969  | Kamallata                     | Kamallata                      |
| 1970  | Megh Kalo                     | Dr Nirmalya Roy                |
| 1971  | Fariyaad                      |                                |
| 1971  | Nabaraag                      |                                |
| 1972  | Alo Amaar Alo                 | Atashi                         |
| 1972  | Haar Maana Haar               | Neera                          |
| 1974  | Devi Chaudhurani              | Prafullamukhi                  |
| 1974  | Srabana Sandhya               |                                |
| 1975  | Priyo Bandhabi                |                                |
| 1975  | Aandhi                        | Aarti Devi                     |
| 1976  | Datta                         | Bijoya                         |
| 1978  | Pranoy Pasha                  |                                |

## Récompenses et nominations
- 1963 – meilleure actrice pour Saat Paake Bandha au Festival international du film de Moscou
- 1963 – nommée pour le Filmfare Award de la meilleure actrice pour Mamta aux Filmfare Awards
- 1972 – décorée de la Padma Shri pour l'ensemble de son travail dans le domaine artistique
- 1976 – nommée pour le Filmfare Award de la meilleure actrice pour Aandhi aux Filmfare Awards
- 2012 – Banga Bibhushan pour l'ensemble de sa carrière